# تاكيو كاوامورا
تاكيو كاوامورا هو سياسي ياباني، ولد في 10 نوفمبر 1942 في هاغي في اليابان. نشط حزبياً في الحزب الليبرالي الديمقراطي الياباني. في الانتخابات العامة اليابانية 2017، انتخب عضو مجلس النواب الياباني ‏ عن دائرة Yamaguchi 3rd district ‏ وقد انضم خلال فترته النيابية ‏ (22 أكتوبر 2017 – ) للكتلة البرلمانية الحزب الليبرالي الديمقراطي الياباني وانتخب وزير التربية والثقافة والرياضة والعلوم والتقانة ‏ (22 سبتمبر 2003 – 27 سبتمبر 2004) وانتخب عضو مجلس النواب الياباني ‏ عن دائرة Yamaguchi 3rd district ‏ وقد انضم خلال فترته النيابية ‏ للكتلة البرلمانية الحزب الليبرالي الديمقراطي الياباني.

## وصلات خارجية
- الموقع الرسمي